# Saint-Côme-de-Fresné
Saint-Côme-de-Fresné és un municipi francès situat al departament de Calvados i a la regió de Normandia. L'any 2007 tenia 223 habitants.

## Demografia

### Població
El 2007 la població de fet de Saint-Côme-de-Fresné era de 223 persones. Hi havia 93 famílies de les quals 16 eren unipersonals (4 homes vivint sols i 12 dones vivint soles), 46 parelles sense fills, 23 parelles amb fills i 8 famílies monoparentals amb fills.
La població ha evolucionat segons el següent gràfic:
Habitants censats

### Habitatges
El 2007 hi havia 293 habitatges, 91 eren l'habitatge principal de la família, 199 eren segones residències i 3 estaven desocupats. 285 eren cases i 5 eren apartaments. Dels 91 habitatges principals, 76 estaven ocupats pels seus propietaris, 14 estaven llogats i ocupats pels llogaters i 1 estava cedit a títol gratuït; 3 tenien dues cambres, 14 en tenien tres, 18 en tenien quatre i 56 en tenien cinc o més. 73 habitatges disposaven pel capbaix d'una plaça de pàrquing. A 42 habitatges hi havia un automòbil i a 45 n'hi havia dos o més.

### Piràmide de població
La piràmide de població per edats i sexe el 2009 era:
| Homes | Edats   | Dones |
| ----- | ------- | ----- |
| 0     | 95 o +  | 0     |
| 0     | 90 a 94 | 0     |
| 0     | 85 a 89 | 0     |
| 0     | 80 a 84 | 8     |
| 4     | 75 a 79 | 4     |
| 16    | 70 a 74 | 4     |
| 4     | 65 a 69 | 12    |
| 8     | 60 a 64 | 4     |
| 8     | 55 a 59 | 4     |
| 8     | 50 a 54 | 8     |
| 0     | 45 a 49 | 8     |
| 4     | 40 a 44 | 8     |
| 20    | 35 a 39 | 4     |
| 8     | 30 a 34 | 8     |
| 0     | 25 a 29 | 8     |
| 12    | 20 a 24 | 4     |
| 4     | 15 a 19 | 12    |
| 12    | 10 a 14 | 12    |
| 4     | 5 a 9   | 12    |
| 4     | 0 a 4   | 0     |

## Economia
El 2007 la població en edat de treballar era de 135 persones, 89 eren actives i 46 eren inactives. De les 89 persones actives 79 estaven ocupades (44 homes i 35 dones) i 10 estaven aturades (6 homes i 4 dones). De les 46 persones inactives 21 estaven jubilades, 10 estaven estudiant i 15 estaven classificades com a «altres inactius».

### Ingressos
El 2009 a Saint-Côme-de-Fresné hi havia 102 unitats fiscals que integraven 240,5 persones, la mediana anual d'ingressos fiscals per persona era de 19.614 €.

### Activitats econòmiques
Dels 21 establiments que hi havia el 2007, 2 eren d'empreses extractives, 6 d'empreses de construcció, 5 d'empreses de comerç i reparació d'automòbils, 3 d'empreses d'hostatgeria i restauració, 2 d'empreses immobiliàries, 2 d'empreses de serveis i 1 d'una empresa classificada com a «altres activitats de serveis».
Dels 4 establiments de servei als particulars que hi havia el 2009, 1 era un paleta, 1 guixaire pintor, 1 electricista i 1 restaurant.
L'únic establiment comercial que hi havia el 2009 era una peixateria.
L'any 2000 a Saint-Côme-de-Fresné hi havia 5 explotacions agrícoles.

## Poblacions més properes
El següent diagrama mostra les poblacions més properes.